# Спартак-МЖК
«Спартак-МЖК» — бывший российский футбольный клуб из города Рязань. Существовал в 2004—2007 годах, в настоящее время не функционирует.

## История
Футбольный клуб «МЖК» был основан в 2004 году руководителем ЗАО «Мервинский жилищный концерн» Евгением Малютиным. В первый же год существования команда победила в Кубке и первенстве среди любительских футбольных клубов (МРО Золотое кольцо) и добилась права выступать во Втором дивизионе (зона «Центр»).
В 2005 году команда была переименована в «Спартак-МЖК» и завершила первенство Второго дивизиона на 6-м месте.
В 2006 году перед командой была поставлена задача выхода в Первый дивизион, но старт сезона выдался неудачным. С июня команду возглавил известный в прошлом футболист Илья Цымбаларь. Под его руководством команда блестяще провела второй круг и досрочно завоевала первое место, получив право играть в Первом дивизионе на следующий год. По окончании сезона Илья Цымбаларь покинул Рязань, новым главным тренером команды был назначен Сергей Ташуев.
Сезон 2007 года начался для клуба крайне неудачно. 11 апреля Сергей Ташуев был отправлен в отставку. С 31 мая главным тренером команды являлся Юрий Быков. После первого круга команда снялась с соревнований по финансовым причинам.

## Достижения
- 2006 — первое место во Втором дивизионе ПФЛ, зона «Центр».

## Стадион
Домашние матчи ФК «Спартак-МЖК» проводил на стадионе Центрального спортивного комплекса (ЦСК), крупнейшем стадионе Рязанской области.